# Kuai Man
Pour les articles homonymes, voir Kuai.
Dans ce nom chinois, le nom de famille, Kuai, précède le nom personnel Man.
Kuai Man, né le 7 février 2004, à Yancheng, est une pongiste chinoise.

## Biographie
En 2022, elle s'adjuge son premier titre sur le circuit international en battant Fan Siqi en finale du WTT Contender de Mascate.
En février 2023, elle démarre sa saison en remportant le WTT Feeder de Amman en simple et en double mixte avec Lin Shidong. Elle continue sur sa lancée en s'imposant à nouveau contre Fan Siqi en finale du WTT Contender de Almaty.
Elle est médaillée de bronze en double mixte avec Lin Shidong aux championnats du monde 2023 à Durban. Ils s'inclinent en demi-finale contre la paire japonaise Tomokazu Harimoto/Hina Hayata. 
En novembre 2023, elle réalise une suprématie aux championnats du monde juniors à Novo Gorica. Elle est sacrée en simple, double dames avec Xu Yi, double mixte avec Lin Shidong et par équipes dames avec la Chine.
En 2024, elle gagne son second WTT Contender de Mascate en simple. Elle bat en finale sur le score de 4 sets à 2 sa compatriote Qian Tianyi.
Cette même année, elle remporte en double mixte avec Lin Shidong de nombreux titres. Les plus notables sont le WTT Smash de Chine à Pékin et les championnats d'Asie à Astana.
Elle commence sa saison 2025 avec un titre en simple en s'adjugeant le WTT Star Contender de Doha. Elle s'impose largement par 4 sets à 0 en finale contre la japonaise Miyuu Kihara. En février, au WTT Smash de Singapour, elle est sacrée vainqueur du tableau double dames avec Wang Manyu et double mixte avec Lin Shidong mais s'incline en finale du tournoi en simple.
En avril 2025, elle perds en finale de la Coupe du monde à Macao face à la tenante du titre Sun Yingsha sur le score de 4 sets à 0,.
Elle est la 7e joueuse mondiale en avril 2025 et la 1re paire mondiale en double mixte avec Lin Shidong.